# Rothera-Station
Koordinaten: 67° 34′ 0″ S, 68° 8′ 0″ W

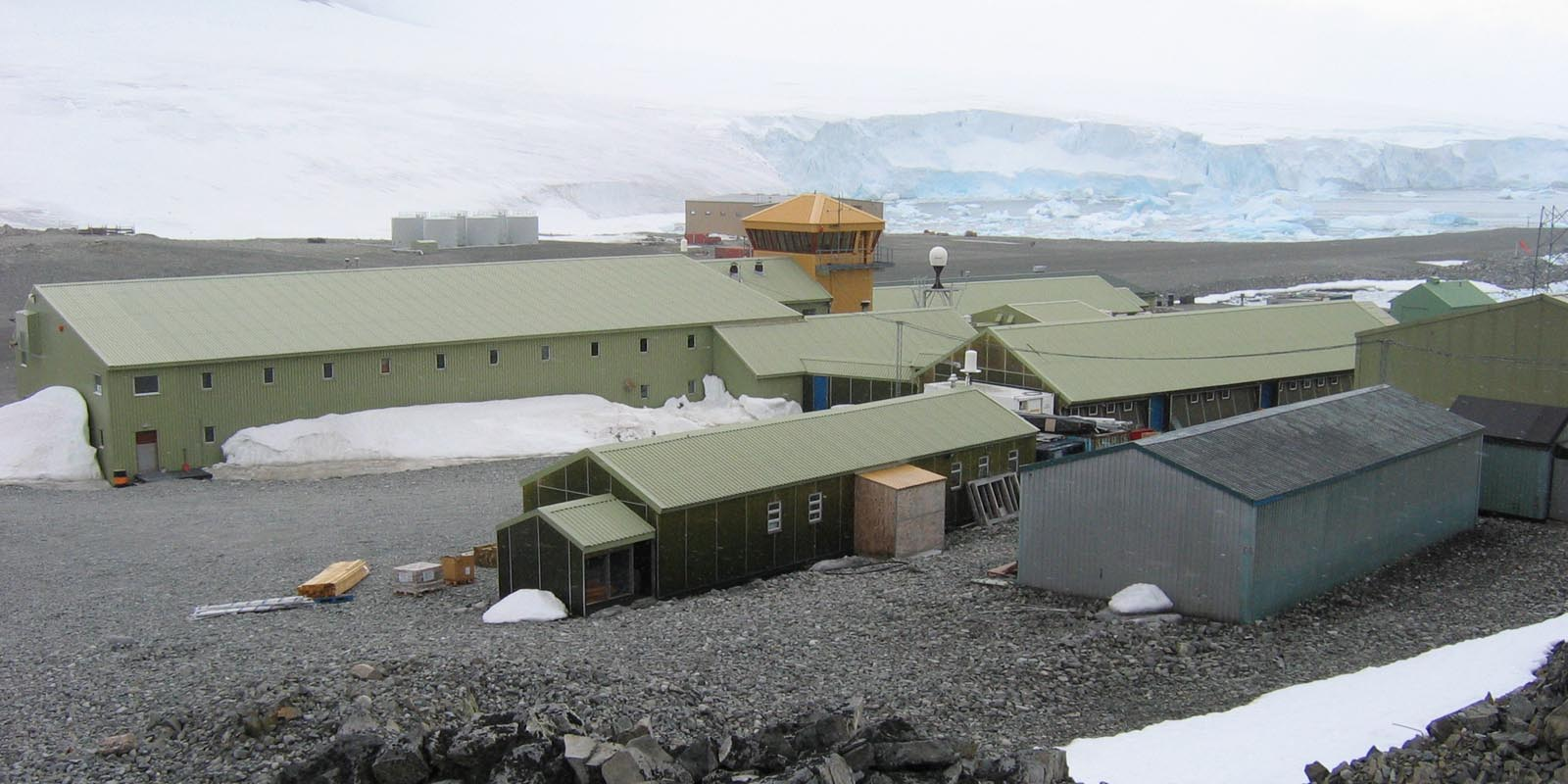
Überblick über die Station

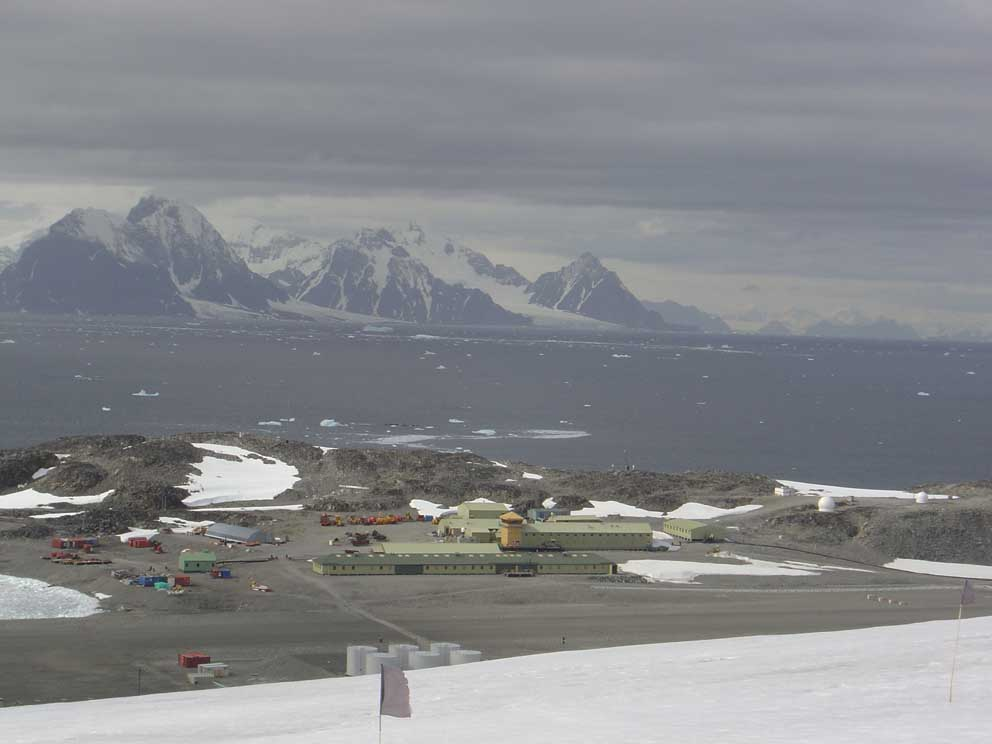
Die Station von den umgebenden Bergen gesehen

Die Rothera-Station ist eine Forschungsstation der British Antarctic Survey (BAS) auf der der Antarktischen Halbinsel vorgelagerten Adelaide-Insel an der Marguerite Bay. Sie dient zur biologischen, geologischen und glazialen Erforschung der Region sowie als Versorgungsbasis für die im Innern des Festlands gelegenen Stationen.

## Lage und Infrastruktur
Die Station liegt auf der Landspitze Rothera Point an der Ryder Bay im Südosten der der Antarktischen Halbinsel vorgelagerten Adelaide-Insel. Sie bildet das logistische Rückgrat der britischen Antarktisstationen und ist dementsprechend gut ausgerüstet. Neben einer Anlegestelle für Versorgungsschiffe ist ein Flugplatz vorhanden.

### Flugplatz
i7
i11
i13
Die Rothera Air Facility verfügt über eine 900 Meter lange Landebahn aus zerkleinertem Gestein mit einem dazugehörigen Hangar und einer Tankanlage. Der Flugplatz ermöglicht in den antarktischen Sommermonaten einen verlässlichen Flugbetrieb zwischen der Station und den Falklandinseln.

## Geschichte
Die Rothera-Station ersetzte 1975 die Adelaide-Station (1961–1977), deren Landebahn langsam verfiel. In der Saison 1991/92 wurde der Flugplatz komplett neu gebaut. Bis dahin mussten die Transportflugzeuge eine 300 m entfernte Piste benutzen. Ein weiterer Meilenstein der Stationsgeschichte war die Erbauung des Bonner-Labors 1996/97, welches den Biologen völlig neue Möglichkeiten bot. So war es nun möglich, Forschungstauchgänge zu unternehmen sowie ganzjährige Experimente durchzuführen. Im Winter 2001 kam es durch einen Kurzschluss zu einem Brand im Labor. Hierbei wurde zwar niemand verletzt, jedoch brannte das Gebäude komplett ab. Es wurde im Sommer 2003 wieder aufgebaut. Die Station wird bis 2025 für rund 114 Mio. Euro modernisiert.

## Heutige Nutzung
Heute bietet die Station mit ihrer modernen Ausstattung im Sommer bis zu 130 Forschern Platz. Im Winter sinkt die Zahl der Bewohner auf 22. Es werden vielfältige Forschungen rund um die Antarktische Halbinsel betrieben. Dabei geht es vor allem um biologische, geologische und meteorologische Fragen. In den Sommermonaten finden außerdem mehrtägige Schneemobiltouren in die umliegenden Regionen statt.

## Sonstiges
Am 22. Juli 2003 wurde die britische Wissenschaftlerin Kirsty Brown der British Antarctic Survey beim Schnorcheln in der Nähe der Forschungsstation Rothera von einem Seeleoparden angegriffen und getötet. Dies ist der einzige bekannte Todesfall durch einen Seeleoparden.
Aufsehen erregte die Station durch die Teilnahme der aus jungen Wissenschaftlern bestehenden Hausband Nunatak bei der weltweiten Benefiz-Konzertreihe Live Earth am 7. Juli 2007 per Aufzeichnung.

## Fußball
Seit Januar 2005 verfügt die Rothera-Station unter dem Namen Rothera FC eine eigene Fußballmannschaft, die aus englischen Forschern und Wissenschaftlern besteht. Die Mannschaft spielt regelmäßig freizeitlich Fußball gegen andere Forscher und Forschungsstationen in der Antarktis.